# Rakamaz
Rakamaz est une ville et une commune du comitat de Szabolcs-Szatmár-Bereg en Hongrie.